# Фіброз
Фібро́з (лат. fibrosis) — ущільнення сполучної тканини з появою рубцевих змін у різних органах, яке виникає, як правило, в результаті хронічного запалення.

## Етіологія
Причинами можуть бути опромінення, фізична травма, інфекційно-алергічні та інші процеси.
Причиною фіброзу легень можуть стати тривалі вдихання пилу (силікоз, азбестоз), променева дія, гранулематозні легеневі захворювання (наприклад, хвороба Бека), колагенози (прогресуюча склеродермія, червоний вовчак).
У кожному конкретному випадку необхідно з'ясувати причину фіброзу. Оскільки фіброз є кінцевою стадією хронічних запальних або деструктивних процесів в легенях, повне одужання пацієнта малоймовірно.

## Патогенез
Одним з механізмів утворення фіброзу є епітеліально-мезенхімальний перехід, при якому епітеліальні клітини набувають фенотипових властивостей мезенхімальних клітин. Мезенхімальні клітини здатні активно секретувати компоненти позаклітинного матриксу — колагени, фібронектину, що може сприяти утворенню рубця.
Існує безліч різних патологій, пов'язаних із цією хворобою. Катаракта стає наслідком фіброзу кришталика. Жіноче безпліддя також може бути внаслідок фіброзу.

### Фіброз печінки
Фіброз печінки. Лікування в періоді декомпенсації функцій печінки стаціонарне, включає ті ж засоби, що при загостренні хронічного гепатиту, а також посиндромній терапії. При асциті, набряках суворо обмежується натрій, призначається їжа з достатньою кількістю калію, сечогінні засоби, альбумін, препарати, які зупиняють стравохідну, шлункову і кишкову кровотечу. Є дані про те, що хворим із наркотичною залежністю властивий швидший темп прогресування фіброзу печінки — значне збільшення печінки, іноді кам'янистої щільності, можлива спленомегалія. Функціональні проби печінки без змін. Портальна гіпертензія може з'являтися у різному віці (від 6 місяців до дорослого). Характерні стравохідно-шлункові кровотечі внаслідок розриву варикозних вен стравоходу, які спостерігаються частіше у дітей старше 3 років і можуть бути причиною смерті. Можливі колатеральний кровообіг і асцит.
Ознакою фіброзу печінки є активація зіркоподібних клітин, які швидко діляться і синтезують трансформуючий фактор росту і фактор росту сполучної тканини, а також продукують надмірну кількість колагену.
Група науковців під керівництвом Девіда Брігстока використала антисенсовий інгібітор, який блокував транскрипцію фактору росту сполучної тканини і показала, що за таких умов знижувався рівень транскрипції і синтезу колагену першого типу, а також зменшувався поділ клітин. Таким чином, антисенсові РНК фактору росту сполучної тканини може бути терапевтичним агентом для лікування фіброзу печінки.
Вогнищевий фіброз печінки розвивається внаслідок токсичної дії на паренхіму печінки, сильного запального процесу, в тому числі холециститу і характеризується наявністю в паренхімі органу дифузно розміщених ділянок підвищеної або неоднорідної ехогенності, що являють собою вогнища фіброзу. Ступінь ураження паренхіми при цій патології може бути різною. Зазвичай не спостерігається грубої деформації та розширення судин. Розміри печінки не змінюються при незначній площі ураження, межі рівні, капсула візуалізується добре або задовільно.

### Фіброз легень
При його виникненні відбувається розростання сполучних клітин, які призводять до утворення рубців. Після цього в органі виробляється велика кількість колагену, основного компонента сполучної тканини. З часом кількість сполучної тканини значно перевищує норму, і вона починає прибирати звичайні клітини, які потрібні для правильного функціонування здорових органів. У разі, коли людина захворює на фіброз легень, відбувається розростання сполучної тканини навколо бронхів, а також навколо кровоносних і лімфатичних судин, які розташовані безпосередньо в органі. Розростання тканини стає причиною того, що орган починає збільшуватися в об'ємі. Причиною появи фіброзу можуть стати запальні захворювання легень, а також шкідливі речовини, які людина вдихає довгий час. Це, звичайно ж, паління, а також шкідливі речовини, які можуть виділятися на його робочому місці.

### Ідіопатичний фіброз легень
Також іноді зустрічаються ідіопатичні фібрози легень. Причину такої хвороби встановити просто неможливо. На жаль, цілковито видужати від цієї хвороби малоймовірно, оскільки сполучна тканина не може регенерувати в звичайну, тому фіброз не проходить безслідно.

### Лікування фіброзу легень
Лікування фіброзу легень спрямоване насамперед на профілактику швидкого прогресу захворювання. Для цього треба усунути всі можливі причини, які могли стати вогнищем виникнення фіброзу. Крім того, відразу ж треба вжити профілактичні заходи стосовно всіх видів запальних процесів у легенях.
Рекомендується проведення курсу лікувальної фізкультури — спортивна ходьба тощо. При фіброзі легень народна медицина також радить займатися дихальною гімнастикою. Зараз існує безліч різних методик, які спрямовані на поліпшення роботи дихального апарату, а також організму загалом.
Можна підібрати комплекс вправ і займатися ними щодня. Наполеглива праця і здоровий спосіб життя позитивно вплинуть на стан вашого організму.
Фіброз легень — аж ніяк не смертельний діагноз. З такою хворобою можна вести абсолютно повноцінний спосіб життя.
Просто треба правильно харчуватися, уникати стресів і давати своєму організмові достатнє фізичне навантаження, яке позитивно на нього вплине.
Спеціального ефективного лікування фіброзу легень (постпроменевого фіброзу) немає. Рекомендується спостереження і профілактика ускладнень. Звичайно фахівці з променевої терапії добре знають цей стан, тому варто обстежуватися в лікарів.